# チアミス
チアミス（インドネシア語：Ciamis）は、インドネシアのジャワ島西部にある郷、チアミス県の首都である。

## 村
- バレグベク（Baregbeg）
- ベンテン（Benteng）
- チアミス（Ciamis）
- チグンボル（Cigembor）
- チサダプ（Cisadap）
- インバナガララヤ（Imbanagara Raya）
- インバナガラ（Imbanagara）
- ジュラト（Jelat）
- カランアンペル（Karangampel）
- クルタサリ（Kertasari）
- リンガサリ（Linggasari）
- マレベル（Maleber）
- ムカルジャヤ（Mekarjaya）
- パンインキラン（Panyingkiran）
- パウィンダン（Pawindan）
- プティルヒリル（Petirhilir）
- プサカナガラ（Pusakanagara）
- サグリン（Saguling）
- シンダンラサ（Sindangrasa）
- スカマジュ（Sukamaju）
- スカムリヤ（Sukamulya）

## 観光スポット
- パガンダランビーチ

## チアミス出身の著名人
- ヤティ・マルヤティ・ウィハルジャ - 作家